# Langues au Salvador
La langue officielle du Salvador est l'espagnol, localement appelé le "castillan" ; sous sa variante locale, l'espagnol salvadorien (localement appelé "caliche"), c'est la langue maternelle de 92 % des Salvadoriens. 0,8 % des autochtones continuent encore à parler leurs langues natales, en voies d'extinction.
L'article 62 de la Constitution de 1983 révisée en 2000 stipule : "La langue officielle du Salvador est le castillan. Le gouvernement est obligé de veiller à sa conservation et son enseignement. Les langues autochtones en usage sur le territoire national font partie du patrimoine culturel et font l'objet de préservation, de diffusion et de respect.".
La langue de l'enseignement dans le système scolaire est l'espagnol.
L'anglais demeure pratiquement la seule langue seconde enseignée aux élèves du secondaire, et sert de langue des affaires après l'espagnol.
Le taux d'alphabétisation chez les personnes âgées de 15 ans et plus en 2015 y est estimé par l'UNESCO à 88 %, dont 91 % chez les hommes et 86 % chez les femmes.

## Sur Internet
|  | 89 |

|  | 11 |

|  | 86 |

|  | 13 |

|  | 88 |

|  | 11 |

|  | 96 |

|  | 4 |

| # | Langue                     |
| - | -------------------------- |
| 1 | Espagnol d’Amérique latine |